# Linda Martell
Linda Martell (* 4. Juni 1941 als Thelma Bynem in Leesville, South Carolina) ist eine US-amerikanische ehemalige Country-Sängerin. Sie war die erste afroamerikanische Sängerin, die in der Grand Ole Opry in Nashville auftrat. Darüber hinaus war sie eine der wenigen schwarzen Sängerinnen, die im Country-Genre überhaupt zumindest kurzzeitig Charterfolge feiern konnte.   

## Biografie
Linda Martell trat zunächst mit R&B-Liedern in Clubs auf. Ende der 1960er Jahre erhielt sie einen Plattenvertrag bei Shelby Singletons Label Plantation. 1969 hatte sie mit Color Him Father einen Top-25-Hit in den Country-Charts. Es handelte sich dabei um eine Coverversion des unwesentlich erfolgreicheren R&B-Hits von The Winstons, die mit ihrer Version auch in den Pop-Charts landeten. Deren Leadsänger und Komponist des Liedes, Richard Lewis Spencer, gewann 1970 einen Grammy für den besten R&B-Song. Im folgenden Jahr veröffentlichte Martell das ebenfalls Color Him Father benannte einzige Album ihrer Karriere. Dieses wurde von Singleton produziert. Sie trat in den Fernsehshows The Bill Anderson Show und Hee Haw auf und hatte zwei weitere kleinere Country-Hits mit Before the Next Teardrop Falls (1969) und Bad Case of the Blues (1970). Nachdem sie noch elf weitere Auftritte in der Grand Ole Opry hatte, beendete sie 1974 ihre Karriere. Im Anschluss an ihre Musikkarriere arbeitete sie als Lehrerin an den örtlichen Schulen in Batesburg-Leesville. 
Eine am 22. Januar 2014 ausgestrahlte Episode der schwedischen Fernsehsendung Jills veranda dokumentierte die Suche nach Martell und ihrem Werdegang. Jill Johnson reiste nach South Carolina, um mit Martell über ihre Musik zu sprechen und darüber, warum sie einst ihre Musikkarriere aufgegeben hatte. Martell verriet, dass sie sich entschieden hatte, nach South Carolina zurückzukehren, weil ihre Kinder noch klein waren und sie das Gefühl hatte, das Tempo der Tourneen nicht halten zu können, was sich letztlich auf ihre Gesundheit auswirkte. Sie arbeitete einen Großteil ihres Lebens im Bildungswesen, gab aber sonst nur wenige Einzelheiten preis. Ebenfalls 2014 wurde ihr einziges Album Color Him Father wiederveröffentlicht. 
Sechs Jahre später gab Martell dem Rolling Stone ein ausführliches Interview, indem sie unter anderem Rassismus als weiteren Grund angab, dass sie das Musikgeschäft vorzeitig verließ. Hinzu kam, dass Singleton seinen Fokus auf die Sängerin Jeannie C. Riley verlagerte, die 1968 mit Harper Valley P.T.A. ihren großen Durchbruch auch in den Pop-Charts gehabt hatte. Weitere Bemühungen von Martell einen anderen Plattenvertrag zu erhalten, sollen von Singleton vereitelt worden sein.

## Diskografie

### Alben
- 1970: Color Him Father (Plantation)

### Singles
| Jahr | Titel Album                                     | Höchstplatzierung, Gesamtwochen, AuszeichnungChartsChartplatzierungen (Jahr, Titel, Album, Platzierungen, Wochen, Auszeichnungen, Anmerkungen) | Anmerkungen |
| Jahr | Titel Album                                     | Country | Anmerkungen |
| ---- | ----------------------------------------------- | --- | ----------- |
| 1969 | Color Him Father Color Me Country               | Country22 (10 Wo.)Country |             |
| 1969 | Before the Next Teardrop Falls Color Me Country | Country33 (8 Wo.)Country |             |
| 1970 | Bad Case of the Blues Color Me Country          | Country58 (6 Wo.)Country |             |

Weitere Singles
- 1970: You’re Crying Boy, Crying